# Самаа (месторождение)
Самаа — газоконденсатное месторождение в Египте. Открыто в 2010 году. Расположено в Западной пустыне. Входит в Matruh Basin.
Газоносность связана с отложениями юрского периода.
Оператором в блоке Матрух является американская компания Apache Corp..
Нефтеобразование проходило на глубинах 6,5 тысяч футов, газообразование — 14 тысяч футов.